# 중국 통화의 역사

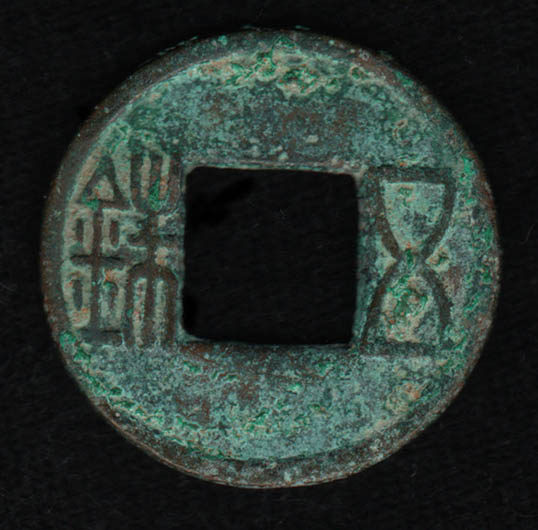
한나라 주화

중국 화폐의 역사는 고대 중국부터 제정 시대 중국과 근현대 중국에 이르기까지 3000년 이상을 아우른다. 어떤 종류의 화폐는 중국에서 3000~4500년 전으로 거슬러 올라가는 신석기 시대부터 사용되었다. 중국 화폐 제도의 역사는 상나라(기원전 1766~1154년경)로 거슬러 올라가는데, 이때 조개껍데기가 초기 화폐로 사용되었다. 조개껍데기는 화중에서 사용된 가장 초기의 화폐 형태로 여겨지며, 신석기 시대에 사용되었다. 전국 시대에 이르러서는 칼과 괭이 모양의 동전과 같은 다양한 금속 화폐가 등장했다. 상품 교환에서 조개껍데기, 구리 동전, 지폐, 그리고 현대 중국 화폐와 디지털 화폐에 이르기까지 이러한 초기 화폐들은 중앙 집중식 권력이 세계에서 가장 영향력 있는 통화 시스템을 어떻게 발전시켰는지를 보여준다.
초기 정착
상나라(기원전 1600년경 – 기원전 1046년경)는 조개껍데기를 교환 수단으로 도입함으로써 화폐 진화에 있어 중요한 첫걸음을 내디뎠다. 인도양에서 공수된 조개는 희귀성, 내구성, 휴대성으로 가치가 높았다. 화폐로 사용된 것은 부와 지위를 상징하는 상징적 가치에서 비롯된 것으로 보인다. 뼈와 돌로 만든 조개껍데기 모조품과 같은 고고학적 발견은 이 시기에 화폐 관행이 점차 제도화되었음을 나타낸다. 조개껍데기 모조품을 만들기 시작한 주된 이유 중 하나는 유기 조개껍데기가 부족했기 때문이었다. K. Peng의 《고대 중국 조개 기원에 대한 새로운 연구》 또한 조개가 관련된 공물과 교환에 대해 언급하며, 경제적 맥락에서 조개의 역할을 강조한다.
주나라(서주 기원전 1046년경 – 기원전 771년, 동주 기원전 771년 – 기원전 256년)에는 화폐 형태가 다양화되었다. 서주 말기와 동주 초기에는 조개껍데기와 함께 괭이와 칼 모양의 청동기가 유통되기 시작했다. 이러한 화폐는 지역 경제 다양성과 금속 가공 기술의 성장하는 영향을 모두 반영했다.
전국 시대(기원전 475년경 – 기원전 221년)에는 경쟁하는 국가들이 경제적 독립을 주장하기 위해 자체 주화를 발행하면서 화폐의 다양성이 확대되었다. 주나라 동전에 새겨진 금문은 발행 기관과 의도된 액면에 대한 세부 정보를 제공하는 주요 증거 역할을 한다. 이러한 비문은 정치적 권위와 경제 시스템 간의 관계를 보여준다.
진나라(기원전 221년경 – 기원전 206년), 특히 기원전 210년경에는 초대 황제 진 시황제(기원전 260년 – 기원전 210년)가 다른 모든 형태의 지방 화폐를 폐지하고 통일된 "반량전" 동전을 도입하여 전국 시대의 특징이었던 지역적 차이를 없애고 경제 통합과 조세 간소화를 보여주었다. 무덤에서 발견된 진나라 법률 문서(예: 수경주 죽간)는 반량전의 시행을 기록하고 경제 통제를 중앙 집중화하는 데 있어 그 역할을 강조한다. 이러한 표준화는 후세 통화 정책에 영향을 미친 미래 왕조의 모델이 되었다.
진나라의 화폐 개혁을 바탕으로 한나라(기원전 202년경 – 기원후 220년)는 나중에 "오수전"을 도입하여 700년 이상 유통되었다. 한나라 정부가 동전 안정성에 중점을 둔 것은 비단길을 따라 무역을 촉진하고 중국을 광범위한 유라시아 상업 네트워크에 통합하는 데 도움이 되었다. 일관된 무게와 크기를 특징으로 하는 이 동전들은 왕조의 경제 안정에 대한 약속을 반영했다. 한나라 시대에는 상품 무역과 화폐 사용의 통합도 이루어졌다. 비단, 소금, 철과 같은 상품은 특히 동전 유통이 제한된 지역에서 거래 시 동전을 보완하거나 대체하는 경우가 많았다.
지폐는 7세기 중국에서 발명되었지만, 기본 화폐 단위는 동전으로 유지되었다. 동전은 위안이 도입될 때까지 중국의 주요 화폐 단위로 사용되었다.
송나라의 지폐 혁신부터 청나라 말기의 격동적인 개혁에 이르기까지 중국의 화폐 시스템은 정치적, 경제적 변화와 함께 발전했다. 현재 런민비는 중화인민공화국의 공식 통화이다. 중국 대륙에서는 법정 통화이지만, 홍콩이나 마카오에서는 아니다. 특별행정구인 홍콩과 마카오는 각각 홍콩 달러와 마카오 파타카를 사용한다. 중화민국에서는 신 대만 달러가 2000년부터 대만의 공식 법정 통화이다.

## 고대 화폐

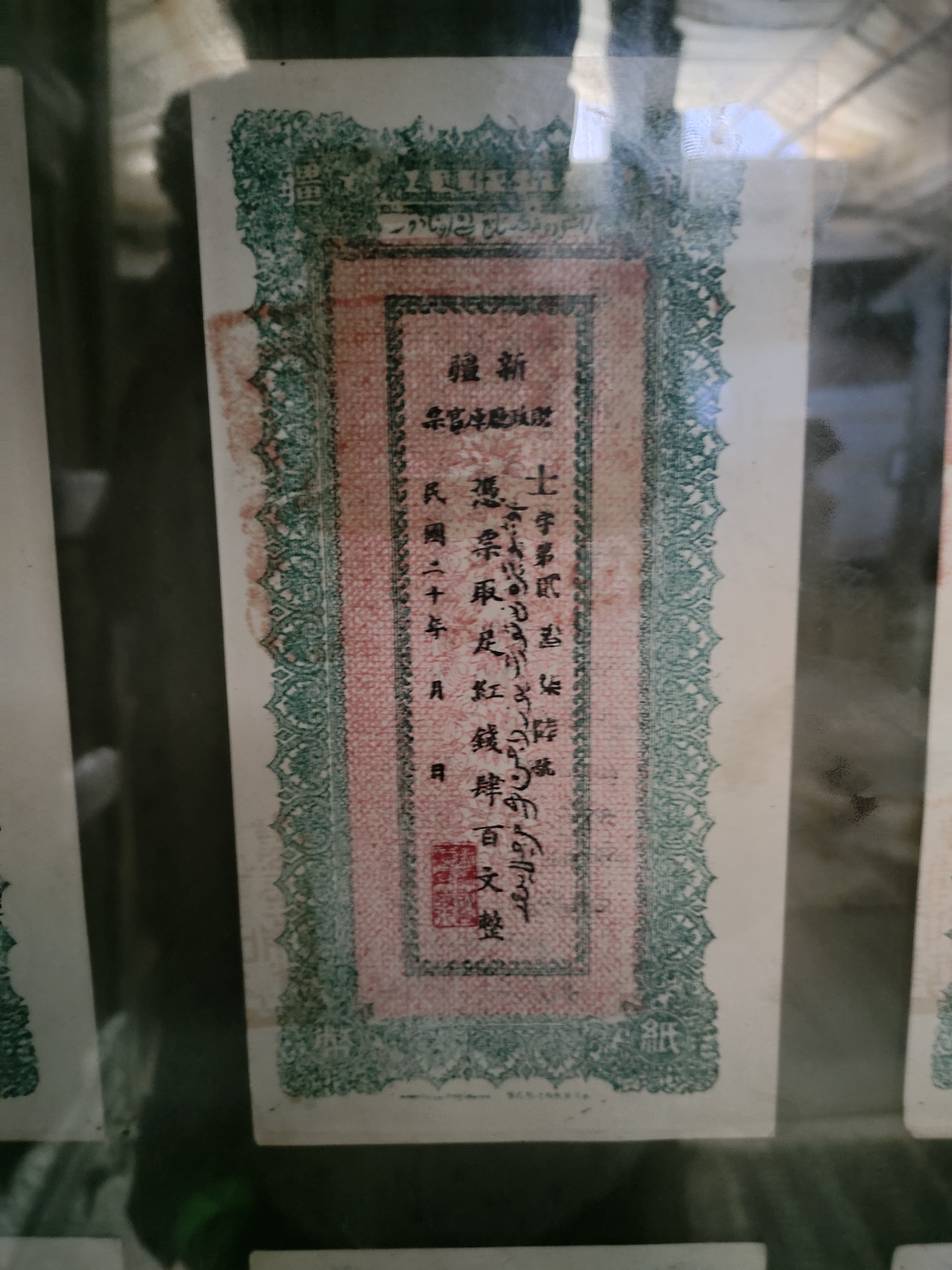
1920–23년에 사용된 오래된 중국 화폐. 이 화폐는 훈자주에서도 사용되었다.

패엽의 사용은 중국 문자 체계에 기록되어 있다. '물품'(貨), '사고팔다'(買/賣), '상인'(販)에 대한 전통적인 한자는 '교환'과 관련된 다른 다양한 단어와 함께 모두 부수 貝를 포함하며, 이는 조개(틀:간체자로 간략화됨)의 상형 문자이다. 패엽의 유통 범위는 알려져 있지 않으며, 물물교환이 흔했을 수 있다. 그러나 뼈, 목재, 돌, 납, 구리로 만든 조개껍데기 모조품은 거래에 사용될 만큼 흔했다.

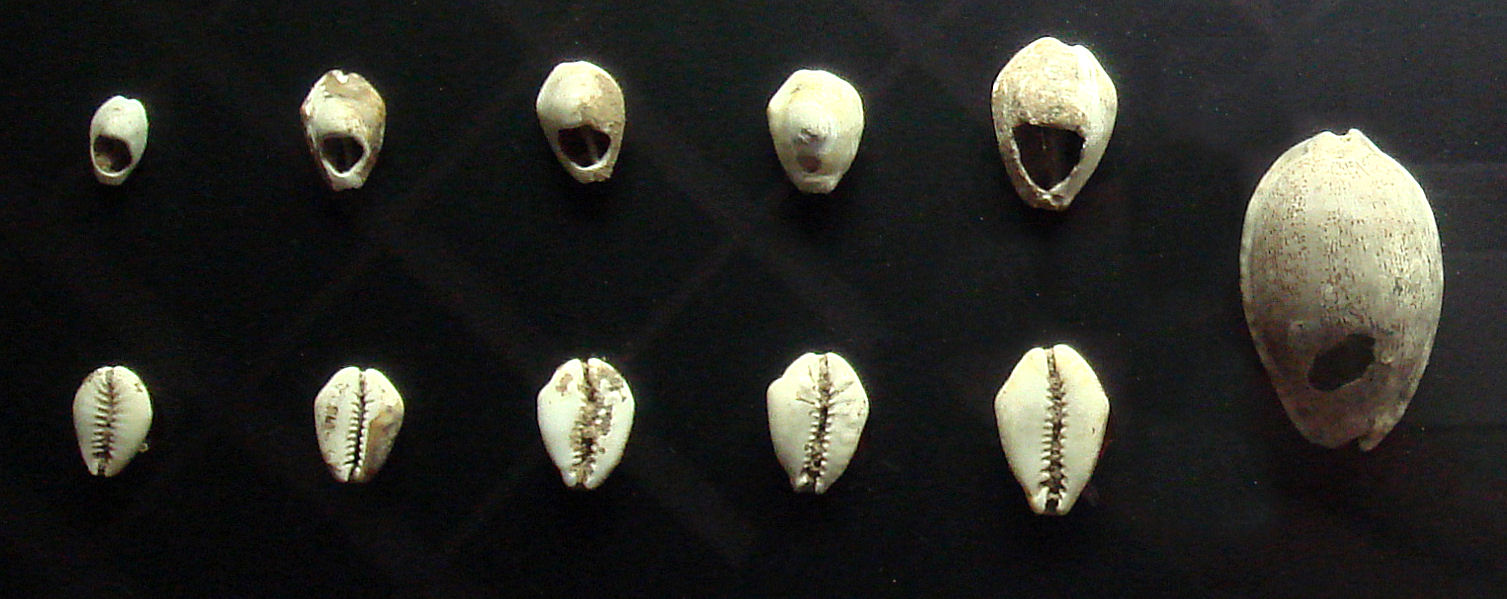
중국 조개 화폐, 기원전 16-8세기.

인도양에서 공수된 조개는 희귀성, 내구성, 휴대성으로 가치가 높았다. 화폐로 사용된 것은 부와 지위를 상징하는 상징적, 실용적 가치에서 비롯된 것으로 보인다. 뼈와 돌로 만든 조개껍데기 모조품과 같은 고고학적 발견은 이 시기에 화폐 관행이 점차 제도화되었음을 나타낸다. 조개껍데기 모조품을 만들기 시작한 주된 이유 중 하나는 유기 조개껍데기가 부족했기 때문이었다. K. Peng의 《고대 중국 조개 기원에 대한 새로운 연구》 또한 조개가 관련된 공물과 교환에 대해 언급하며, 경제적, 의례적 맥락에서 조개의 역할을 강조한다.
중국인들은 최초의 금속 동전을 발명했을 수도 있는데, 안양에서 발견된 동전은 기원전 900년 이전으로 거슬러 올라간다. 당시 동전 자체는 이전에 사용된 조개껍데기를 모방한 것이었기 때문에 청동 조개라고 불렸다.
청동 조개는 상나라(기원전 1500~1046년)의 옛 수도인 은허 유적에서 발견되었다. 청동은 뒤이은 주나라 시대에 보편적인 화폐가 되었다. 주나라는 화폐 형태의 다양화를 목격했다. 후기 서주와 초기 동주 시대에는 괭이 모양과 칼 모양의 청동기가 조개껍데기와 함께 유통되기 시작했다. 기원전 5세기부터 기원전 221년까지의 전국 시대 동안, 중국의 화폐는 세 가지 주요 유형의 청동기 형태였다. 주(周), 위(魏), 한(韓), 진(秦)은 모두 삽전 모양의 동전(부)을 사용했다. 제(齊)는 명도전 모양의 화폐(도)를 사용했다. 조(趙)와 연(燕)은 전국 시대 중반쯤 괭이돈으로 전환하기 전까지 칼돈을 사용했다. 초(楚)는 "개미 코" 동전(이비) 형태의 화폐를 사용했다.

### 통일
중국 통일의 일환으로 진 시황제(중국어: 秦始皇, 병음: Qín Shǐ Huáng, 기원전 260년 – 기원전 210년)는 이전에 진나라에서 사용했던 동전을 기반으로 "반량전"이라는 문구가 새겨진 통일된 동전을 도입했다. 다른 모든 형태의 지역 화폐는 폐지되었다. 이러한 표준화는 전국 시대의 특징이었던 지역적 차이를 없애고 경제 통합을 촉진하며 조세 징수를 간소화했다. 무덤에서 발견된 진나라 법률 문서는 반량전의 시행을 기록하고 경제 통제를 중앙 집중화하는 데 있어 그 역할을 강조한다. 동전은 가운데에 사각형 구멍이 있는 원형이었는데, 이는 20세기까지 대부분의 중국 동전의 일반적인 디자인이었다. 개별 동전의 가치가 낮았기 때문에 중국인들은 전통적으로 명목상 천 개의 동전을 끈에 꿰어 사용했다. 정부세는 동전과 비단 두루마리 같은 제품에 모두 부과되었다. 진나라와 한나라 시대에는 급여가 곡물 "석"(石, 단)으로 지급되었다.

### 한나라
한나라는 700년 이상 유통된 오수전을 발행했다. 한나라 정부가 동전 안정성에 중점을 둔 것은 비단길을 따라 무역을 촉진하고 중국을 광범위한 유라시아 상업 네트워크에 통합하는 데 도움이 되었다. 이 동전들은 일관된 무게와 크기를 특징으로 했다. 한나라 시대에는 상품 무역과 화폐 사용의 통합도 이루어졌다. 비단, 소금, 철과 같은 상품은 특히 동전 유통이 제한된 지역에서 거래 시 동전을 보완하거나 대체하는 경우가 많았다.

### 당나라
당나라 시대에 이르러 유교가 주요 정치 사상으로 확고히 자리 잡으면서 중국도 농업 사회로 굳건히 자리 잡았다. 한나라는 철과 소금 무역에 대한 정부 독점에 대한 논쟁을 허용했는데, 학자들은 산업과 상업에 대한 불명예스러운 함의 때문에 반대 의견을 표명했다. 당나라에서는 수입을 지출에 직접 맞춰 측정하는 양세법이 시행되었다. 정책 결과로 당나라는 왕조 내내 준수될 정적인 예산을 설정했다.
당나라는 사천에서 "비전"(비전 (화폐))이라고 불리는 약속어음 형태로 초기 형태의 지폐를 채택하기 시작했다. 이는 당나라 수도와 도시 중심지, 그리고 사천의 구리 및 철광업과 같은 농촌 산업 기지 간의 무역을 촉진하기 위해 고안되었다. 비전을 발행함으로써 당나라는 축적된 무게와 운송 중 강탈 가능성과 같은 많은 양의 화폐를 운송하는 부담과 위험을 줄일 수 있었다. 비록 상인들 사이에서 거래되었지만, 교자는 화폐가 아니라 현대의 은행 어음과 유사한 것으로 의도되었다. 그들은 정부 기관이나 정부 후원 단체의 센터에서만 상환될 수 있었다. 이러한 것들이 너무 유용하다는 것이 입증되어 국가는 1024년에 최초로 국가 지원 인쇄를 통해 이 형태의 지폐 생산을 인수했다. 12세기까지 다양한 형태의 지폐가 중국에서 지배적인 화폐 형태가 되었으며, 교자, 회자, 쾌자, 또는 관자와 같은 다양한 이름으로 알려졌다.

### 송나라
초기 송나라 (중국어: 宋, 960–1279) 시대에는 중국이 다시 통화 시스템을 재통합하여 10여 개의 독립 국가로부터 주화를 대체했다. 송나라 이전 주화 중 북부 국가들은 동전을 선호하는 경향이 있었다. 남부 국가들은 사천이 자체의 무거운 철 주화를 가지고 있었고, 이는 송나라 시대에도 짧은 기간 동안 계속 유통되었다. 기원후 1000년까지 요 남쪽의 통일이 완료되었고 중국은 급속한 경제 성장을 경험했다. 이는 주화 발행의 성장으로 반영되었다. 1073년 — 북송 시대 주화 발행의 절정기 — 정부는 각각 천 개의 동전을 포함하는 약 6백만 관을 생산했다. 북송은 2억 관 이상의 동전을 발행한 것으로 추정되며, 이들은 종종 내륙아시아, 일본, 동남아시아로 수출되어 종종 지배적인 형태의 주화를 형성했다.
송나라는 지폐가 화폐로 처음 진정으로 도입된 시기였다. 이는 교자 또는 交子라고 불렸으며, 상품 무역을 촉진하기 위해 쓰촴성에서 처음 채택되었다. 쓰촴성 밖으로 확장되기 시작하면서 송나라는 귀금속을 통해 충분한 준비금을 확보하지 못한 채 지폐를 과도하게 인쇄하여 인플레이션이 증가하는 것을 목격했다. 원나라와 명나라와 같은 후대 왕조에서도 유사한 인플레이션 사례가 발생하여 명나라와 청나라가 상업의 주요 수단으로 은으로 돌아가는 결과를 초래했다.

### 원나라
몽골이 건국한 원나라 (중국어: 元, 1271–1368)도 지폐를 사용하려 했다. 당나라와 달리 원나라는 은이나 금에 의해 보증되지 않는 통일된 국가 시스템을 만들었다. 원나라가 발행한 통화는 세계 최초의 불환지폐인 교초로 알려져 있다. 원나라 정부는 은이나 금의 모든 거래 또는 소유를 금지하려 했으며, 이는 정부에 넘겨야 했다. 1260년의 인플레이션으로 인해 정부는 1287년에 기존 지폐를 새로운 지폐로 교체했지만, 무분별한 인쇄로 인한 인플레이션은 원나라가 끝날 때까지 원나라 조정의 문제로 남아 있었다.
다음은 마르코 폴로가 원나라가 발행한 지폐 사용에 대해 기록한 내용이다.
“내가 묘사한 이 종이 조각들로 쿠빌라이 칸은 자신의 모든 지불을 처리하게 하고, 자신의 모든 왕국과 지방과 영토, 그리고 그의 권력과 주권이 미치는 모든 곳에 보편적으로 통용되게 한다. 그리고 아무리 자신이 중요하다고 생각하는 사람이라도 죽음을 무릅쓰고 거절할 수 없다. 사실 모든 사람이 기꺼이 받는데, 대칸의 영토 어디를 가든 이 종이 조각들이 통용되는 것을 발견할 것이고, 마치 순금 동전인 것처럼 모든 상품의 판매와 구매를 이 종이 조각들로 처리할 수 있을 것이다. 그리고 그동안 10 베잔트 가치의 종이도 금 베잔트 한 개 무게도 되지 않을 정도로 가볍다.
게다가 인도나 다른 나라에서 오는 모든 상인은 금이나 은, 보석과 진주를 가져오더라도 황제 외에는 누구에게도 팔 수 없다. 황제는 이 일을 위해 현명하고 경험이 많은 전문가 12명을 선정하여 물품을 감정하게 하며, 황제는 그 종이 조각들로 후한 가격을 지불한다. 상인들은 황제의 가격을 기꺼이 받아들이는데, 첫째 다른 누구에게도 그만큼 좋은 가격을 얻을 수 없고, 둘째 지불이 지연되지 않기 때문이다. 그리고 이 종이돈으로 제국 어디에서든 원하는 것을 살 수 있으며, 여행 중에도 휴대하기가 훨씬 가볍다. 그리고 상인들이 일 년에 여러 번 40만 베잔트 상당의 물품을 가져오고, 대왕은 그 모든 것을 그 종이로 지불한다는 것은 사실이다. 그래서 그는 매년 엄청난 양의 귀한 물건들을 사들이고, 그의 보물은 끝없이 늘어나며, 그가 지불하는 돈은 전혀 비용이 들지 않는다. 게다가 일 년에 여러 번 도시 전역에 금이나 은, 보석이나 진주를 가진 사람은 주화 제작소에 가져가면 좋은 가격을 받을 것이라는 공고가 나붙는다. 그리고 소유주들은 기꺼이 그렇게 하는데, 다른 구매자가 그만큼 큰 가격을 제시하지 않을 것이기 때문이다. 그리하여 그들이 가져오는 양은 놀랍지만, 그렇게 하지 않기로 선택한 사람들은 내버려 둘 수도 있다. 그럼에도 불구하고 이런 방식으로 나라 안의 거의 모든 귀중품이 칸의 소유가 된다.”

### 명나라

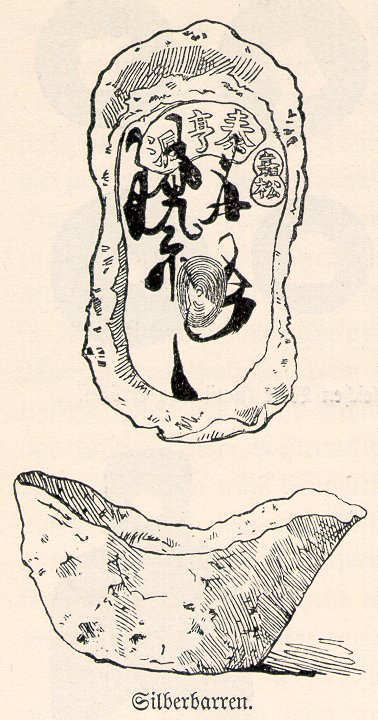
은 원보 덩어리

초기 명나라(중국어: 明, 병음: Míng, 1368–1644) 또한 초기 재통일 시기에 지폐를 사용하려 했다. 이 화폐 또한 급속한 인플레이션을 겪었고 1450년에 발행이 중단되었지만, 지폐는 1573년까지 유통되었다. 이자성이 1643년과 1645년에 베이징을 위협했을 때 명나라 말년에야 인쇄가 다시 이루어졌다. 명나라 대부분의 기간 동안 중국은 모든 중요한 거래에 순수한 사적 화폐 시스템을 가지고 있었다. 해외에서 유입된 은은 광둥성 남부 지방에서 통화로 사용되기 시작하여 1423년에는 양쯔강 하류 지역으로 확산되어 세금 납부를 위한 법정 통화가 되었다. 1465년 이후 지방세는 은으로 수도에 송금해야 했고, 1475년부터 소금 생산자는 은으로 지불해야 했으며, 1485년부터는 요역 면제액도 은으로 지불해야 했다. 중국의 은 수요는 필리핀 마닐라의 스페인령 동인도와 천주, 장주, 광주 또는 마카오에서 온 전통적인 해상 비단길 무역 관계를 통해 충족되었는데, 스페인 제국이 1571년에 마닐라에 정착한 후 도자기와 다른 무역 상품을 위해 스페인 은화를 거래했다. 스페인 은화는 스페인령 아메리카, 특히 페루의 포토시와 멕시코에서 주조 및 채굴되었다. 스페인 은화와 도자기 및 기타 무역 상품의 거래는 마닐라-아카풀코 갈레온 무역을 통해 필리핀에서 멕시코로, 그리고 그 반대로 스페인 식민 제국 내에서 유통되었다. 이 은화는 주조된 스페인 달러로 유통되었으며, 때로는 상인이 확인하여 진품으로 판정되었음을 나타내는 "찹 마크"로 알려진 중국 문자가 각인되어 있었다. 스페인 은화는 또한 명목상 량(약 36그램)의 무게를 지닌 덩어리(원보로 알려짐)로 유통되었지만, 순도와 무게는 지역마다 달랐다. 량은 유럽인들에 의해 종종 말레이어 용어 tael로 불렸다. 최초의 중국 위안 동전은 스페인 달러와 동일한 사양을 가졌으며, 이는 중국어에서 "위안"과 "달러"라는 이름 사이에 어떤 면에서 계속적인 등가를 초래했다.

### 청나라
청나라 말기부터 중화인민공화국 건국까지의 시기는 중국 화폐 시스템 진화의 중요한 단계였다. 이 시기는 분열된 통화를 통합하고 경제를 안정시키며 금융 거버넌스를 현대화하려는 노력으로 특징지어졌으며, 이 모든 것은 전쟁과 정치적 혼란 속에서 전개되었다.

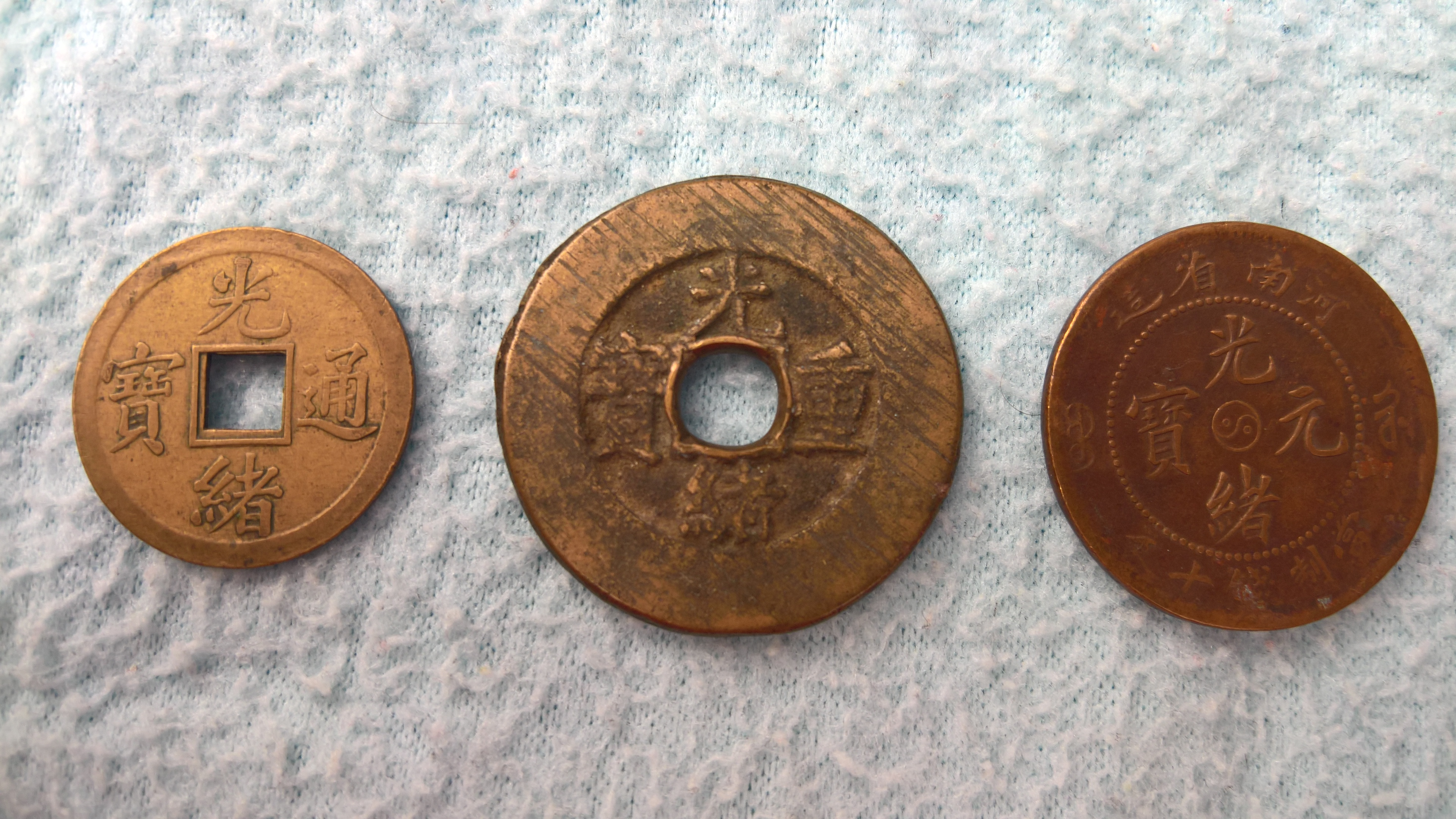
광서통보, 광서중보, 광서원보 주화.

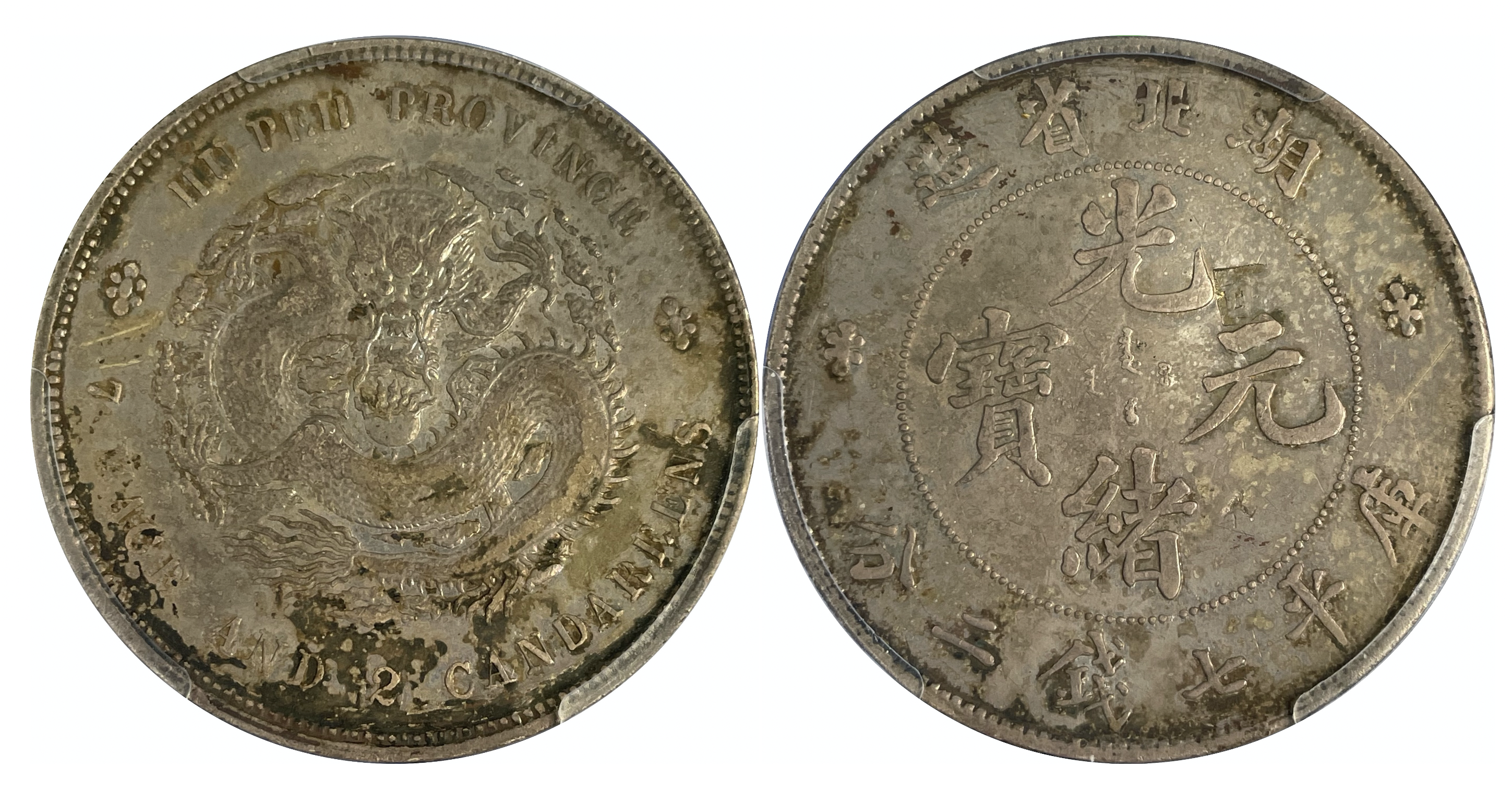
은화: 1 위안 광서, 후베이성 - (1895–1907)

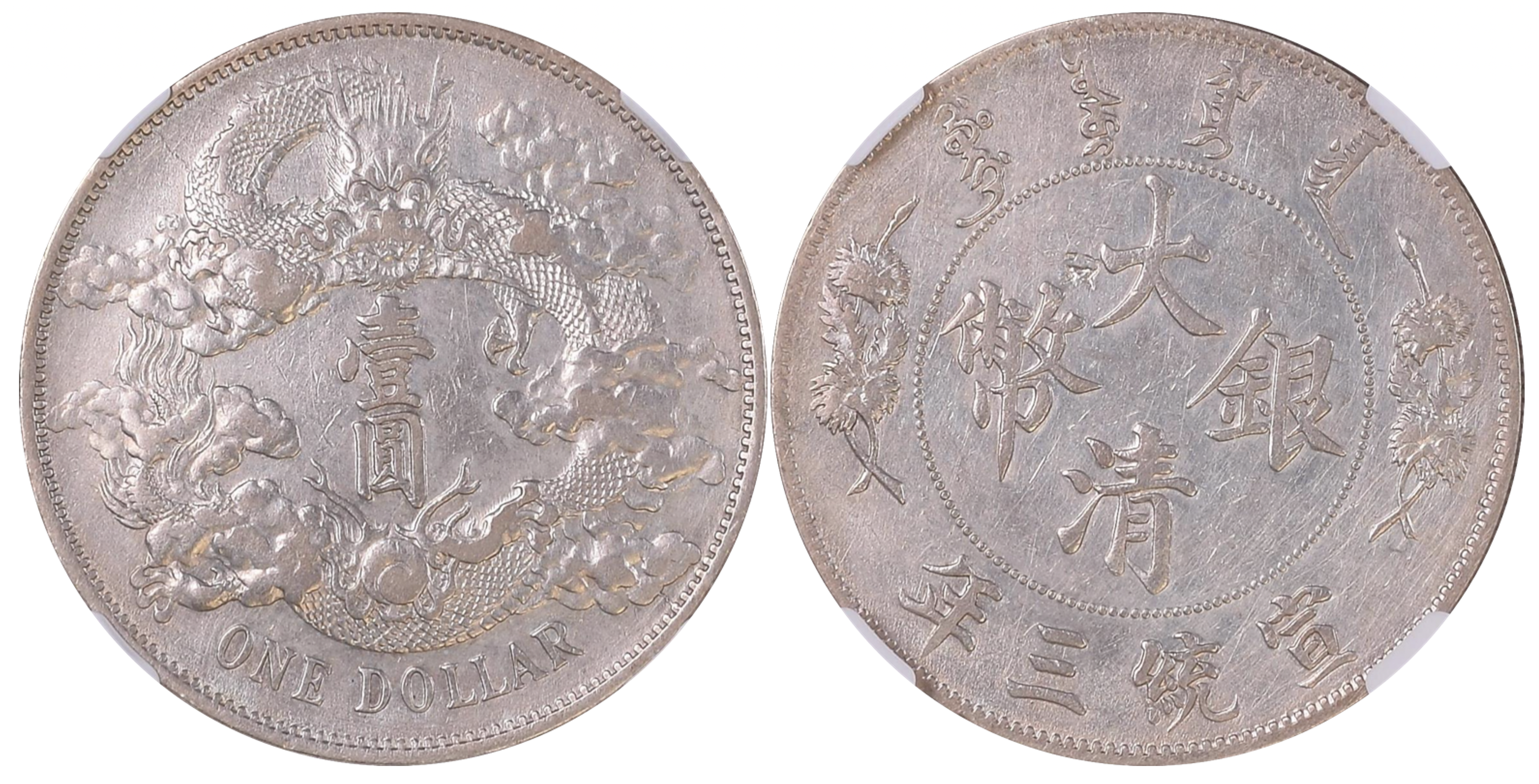
은화: 1 위안/달러 선통제 3년 - 1911 찹마크

중국 후기 제국은 은화 및 동화 시스템을 모두 유지했다. 동화 시스템은 동전 엽전을 기반으로 했다. 은화 시스템은 여러 단위를 가졌으며, 청나라 시대에는 다음과 같았다: 1 량 = 10 돈 = 100 칸다린 = 1000 리 (은화 엽전). 19세기 말까지 청나라는 은괴, 동전(통전), 외국 동전이 동시에 유통되는 분열된 통화 시스템에 직면했다. 이러한 혼란은 상업, 세금 징수, 경제를 세계 무역에 통합하려는 노력을 방해했다. 이에 대응하여 청나라 정부는 통화 시스템을 통합하고 국제 표준에 맞추려고 노력했다.
1889년, 중국 위안은 스페인 달러 또는 멕시코 페소 또는 필리핀 페소와 동등하게 도입되었고, 10 자오(角, 다임과 유사하나 영어 이름은 붙여지지 않음), 100 푼(分, 센트), 1000 전(文, 현금)으로 세분화되었다. 위안은 7 돈 2 칸다린(또는 0.72 량)과 같았고, 한동안 동전에는 영어로 그렇게 표시되었다.
중요한 진전은 1903년 광서원보(光绪元宝) 주화의 도입으로 이루어졌다. 여러 성에서 주조된 이 주화는 표준화를 위한 초기 시도를 나타냈다. 그러나 무게, 디자인, 발행 권한의 불일치는 그 영향을 제한했다. 정부는 1910년에 은본위제를 채택하고 대청은화(大清银币)를 발행함으로써 이러한 노력을 더욱 진전시켰다. 1위안, 5자오, 그리고 더 작은 단위로 발행된 이 주화는 권위의 상징으로 제국의 용 문장을 특징으로 했다. 국제 무역 표준에 맞춰 주조된 이 주화는 국내 및 국제 상업을 모두 촉진하는 것을 목표로 했다. 1905년 통화 규정과 같은 이러한 개혁을 둘러싼 칙령은 재정 거버넌스를 현대화하려는 청나라 정부의 결의를 강조했다(청나라 통화 규정, 1905).
가장 초기의 발행은 광둥 주화 발행소에서 5푼, 1, 2, 5자오, 1위안 단위의 은화로 생산되었다. 1890년대에 다른 지역 주화 발행소들도 유사한 동전을 생산하기 시작했다. 1, 2, 5, 10, 20 전 단위의 동전도 발행되었다. 중앙 정부는 1903년에 위안 통화 시스템으로 자체 동전을 발행하기 시작했다. 지폐는 1890년대부터 여러 지방 및 민간 은행과 황실 정부가 설립한 "중국 황실 은행"과 "호부 은행"(나중에 "대청 정부 은행"으로 변경)에서 위안 단위로 발행되었다.
이러한 야심 찬 개혁에도 불구하고, 1911년 혁명으로 악화된 청나라의 약화된 통제력은 통화 시스템을 분열된 상태로 남겨두었다. 지역 주조소와 사설 은행(첸좡)은 계속해서 다양한 형태의 통화를 발행하여 통화 불안정을 영속시켰다.

## 중화민국
청나라의 몰락과 1912년 중화민국의 수립은 통화 혼란을 해결하는 데 거의 도움이 되지 않았다. 군벌, 지방 정부, 외국 세력은 각자의 통화를 발행하여 금융 환경을 더욱 복잡하게 만들었다. 이러한 혼란 속에서 공화국은 중앙 집중식 개혁을 통해 통화 시스템을 통제하려 했다.
1912년에 설립된 중국은행은 공화국 시대에 중국의 통화 및 금융 시스템을 현대화하는 데 중요한 역할을 했다. 처음에는 중앙은행 역할을 했으나, 나중에는 지폐 발행과 외환 관리에 집중했다. 중국은행이 법화와 함께 자체 지폐를 발행한 것은 이 시기 통화 시스템의 이중적 성격을 강조했다. 경제 현대화에 기여했음에도 불구하고, 1949년 이후 공산당 정부의 중앙 집중식 통화 통제가 강화되면서 은행의 영향력은 약화되었다.

### 은화
신해혁명으로 청나라가 무너진 후 중화민국이 건국되었다. 난징에 본부를 둔 중화민국 임시정부는 이전 청나라 통화 대신 사용할 군사 통화를 시급히 발행해야 했다. 연이어 각 성은 청나라로부터 독립을 선언하고 자체 군사 통화를 발행했다. 1914년, 국가 통화 조례는 은달러를 중화민국의 국가 통화로 확립했다. 황실 시대 동전과 비교하여 디자인은 변경되었지만, 동전의 크기와 사용된 금속은 1930년대까지 거의 변하지 않았다. 대부분의 지역 조폐국은 1920년대와 1930년대에 폐쇄되었지만, 일부는 1949년까지 계속 운영되었다. 1936년부터 중앙 정부는 2, 1, 2푼 동전, 백동(나중에 백동) 5, 10, 20푼, 1 위안 동전을 발행했다. 1, 5푼 알루미늄 조각은 1940년에 발행되었다.
난징 십 년 대부분 동안 중국의 통화는 은본위제였다.(p. 207) 국민정부의 지출은 국채 판매, 세금 수입 및 기타 수입으로 균형을 맞춰야 했다.(p. 207)
1920년대와 1930년대에는 국제 시장에서 은 가격이 상승하여 중국 통화의 구매력이 증가하고 중국에서 은이 대량 유출되는 결과를 초래했다. 국민정부는 부채 불이행이 증가하지 않고는 은본위제를 유지할 수 없다는 것이 분명해졌고, 그래서 이를 포기하기로 결정했다. 상황은 여러 상업, 지방 및 외국 은행들이 모두 다른 가치로 통화를 발행하면서 더욱 악화되었다.
중요한 진전은 1903년 광서원보(光绪元宝) 주화의 도입으로 이루어졌다. 여러 성에서 주조된 이 주화는 표준화를 위한 초기 시도를 나타냈다. 그러나 무게, 디자인, 발행 권한의 불일치는 그 영향을 제한했다. 정부는 1910년에 은본위제를 채택하고 대청은화(大清银币)를 발행함으로써 이러한 노력을 더욱 진전시켰다. 1위안, 5자오, 그리고 더 작은 단위로 발행된 이 주화는 제국의 용 문장을 권위의 상징으로 특징으로 했다. 국제 무역 표준에 맞춰 주조된 이 주화는 국내 및 국제 상업을 모두 촉진하는 것을 목표로 했다. 1905년 통화 규정과 같은 이러한 개혁을 둘러싼 칙령은 재정 거버넌스를 현대화하려는 청나라 정부의 결의를 강조했다.

### 법화
1935년, 국민정부는 네 개의 주요 정부 통제 은행, 즉 중국은행, 중앙은행, 교통은행, 그리고 농민은행을 통해 새로운 통화인 법화(중국어 정체자: 法幣, 한어 병음: fǎbì, 웨이드-자일스: fa-pi)를 발행했다.(p. 5) H.H. 쿵, 국민정부의 재무부 장관은 법화의 창설을 지휘했다.(p. 10) 이 불환지폐는 은본위제를 대체했다.(p. 10) 중앙 준비 은행이 관리한 이 개혁은 특히 1934년 미국의 은 매입법에 의한 국제적 조작의 대상이 되었던 은에 대한 의존도를 줄이는 것을 목표로 했다. 이 개혁의 공식 정부 문서, 예를 들어 법화 시스템 시행에 관한 선언(1935)은 통화 안정화 및 경제 성장을 촉진하려는 목표를 강조했다.
법화 개혁은 상당한 효과를 가져왔다. 중국을 세계 은 가격 변동으로부터 보호하고, 더욱 중앙 집중화된 통화 정책의 토대를 마련했다. 이 개혁은 민간 및 지역 통화 발행을 제한하고, 국민정부 하에 금융 통제를 강화했다.
통화 공급을 통제하는 별도의 기관이 존재하지 않았기 때문에, 국민정부의 정치 지도부는 통화 공급을 자유롭게 지시할 수 있었다.(p. 10) 군사비의 경우, 장제스는 필요한 금액을 결정하고 H.H. 쿵에게 공급을 지시했다.(p. 207)
제2차 세계 대전의 시작은 법화 가치의 급격한 하락을 가져왔다. 이는 주로 전쟁 자금 조달을 위한 통화의 무제한 발행 때문이었다.
국민정부는 법화가 외화로 계속 환전될 수 있도록 보장하려고 했고, 전전 환율을 유지하기 위해 많은 양의 외환을 지출했다.(p. 12) 이러한 접근 방식은 지속 불가능해졌고, 1938년 3월 13일, 국민정부는 엄격한 외환 통제를 부과했다.(p. 12) 그러나 중국에서 활동하는 외국 은행들은 이러한 통제의 대부분을 회피할 수 있었고, 계속해서 돈을 해외로 옮겼다.(p. 12)
1938년 10월까지 국민정부는 침략한 일본에게 경제 중심지를 통제권을 잃었다.(p. 6) 군사비 지출은 계속 높았지만, 세금 수입은 급감했다.(p. 6) 법화 인쇄는 그 차이를 메우려 했다.(p. 6)
1941년 미국과 영국에 대한 선전포고 후, 일본은 상하이 전투에서의 성공 후 이전에 점령하지 않았던 상하이의 외국인 통제 지역으로 진출했다.(p. 12) 그들은 상하이의 이 지역과 점령된 톈진의 대부분 은행을 점령하고, 상하이와 톈진의 점령지 내 법화는 왕징웨이 정권의 은행권으로 교환되어야 한다고 선언했다.(p. 15) 이 점령지의 대부분 중국인에게는 이 교환이 그들의 법화 가치의 절반을 잃는 것을 의미했으며, 이는 양쯔강 하류 경제에 큰 타격을 주었다.(p. 15)
청나라 말기부터 중화인민공화국 초기에 이르는 시기는 내외부적 도전 속에서 중국이 화폐 시스템을 현대화하기 위한 투쟁을 보여준다. 대청은화, 법화 시스템, 그리고 궁극적으로 런민비의 도입과 같은 개혁은 안정과 현대화를 위해 노력하는 국가를 반영한다. 정치적 전환과 경제적 혼란으로 형성된 이 여정의 각 단계는 중국의 현대 재정력을 뒷받침하는 통일된 통화 시스템의 형성에 기여했다.

### 해관금권
해관금권(關金圓, 한어병음: guānjīnyuán)은 수입품 관세 납부를 용이하게 하기 위해 중앙은행이 발행했다. 초인플레이션을 겪었던 국가 통화와 달리 해관금권은 1 해관금권 = 미화 0.40 달러로 고정 환율제에 고정되었다.
1935년에 고정 환율은 폐지되었고 은행은 해관금권의 일반적인 사용을 허용했다. 이미 과도한 지폐로 넘쳐났던 해관금권은 만연한 초인플레이션을 더욱 가중시켰다.

### 1945–1948
1945년 일본이 패배한 후, 중앙은행은 괴뢰 은행이 발행한 화폐를 대체하기 위해 동북 지역에 별도의 화폐를 발행했다. "東北九省流通券"(한어병음: Dōngběi jiǔ shěng liútōngquàn)이라고 불렸으며, 다른 지역에서 유통되던 법화보다 약 10배 더 가치가 있었다. 1948년에 금위안으로 대체되었다. 동북 지방 위안은 법화의 만연한 초인플레이션으로부터 중국의 특정 지역을 고립시키려는 시도였다.
1948년 국민정부는 경제를 안정시키기 위한 최후의 노력으로 금위안(金圆券)을 도입했다. 금 준비금에 고정된 금위안은 유일한 법정 통화로 선언되었다. 그러나 불충분한 준비금, mismanagement, 그리고 지속적인 정치적 불안정으로 인해 실패했다. 국민정부가 대만으로 후퇴할 때쯤에는 본토의 통화 시스템은 혼란에 빠졌다.

### 금원
초인플레이션에 대응하여, 국민정부는 1948년 8월 금위안을 발행했다.(p. 8) 금위안 증권은 1 금위안 = 3백만 위안 법화 = 미화 0.25달러의 비율로 법화를 대체했다. 금위안은 명목상 금 222.17 밀리그램 (1⁄140 ozt)으로 책정되었다. "금" 위안이라는 의미에도 불구하고, 이 통화는 금으로 보증되지 않았다.(p. 173)
금위안은 법화보다 더 빠르게 실패했다.(p. 8) 금위안 규정은 시민들에게 금과 은을 넘겨주도록 요구했다.(p. 187) 이 규정이 폐기되자 규정을 준수했던 사람들은 막대한 손실을 입었고, 규정을 위반하고 금과 은을 비축했던 사람들은 이러한 피해를 피했다.(p. 187) 금위안 실패 후 초인플레이션이 계속되자 중국인들은 점차 통화를 피하고 물물교환을 통해 상품을 교환하는 경향이 커졌다.(p. 187)
1948년 국민정부는 경제 안정을 위한 최후의 노력으로 금원(金圆券)을 도입했다. 금 준비금에 고정된 금원은 유일한 법정 통화로 선언되었다. 그러나 불충분한 준비금, mismanagement, 그리고 지속적인 정치적 불안정으로 인해 실패했다(Von Glahn 1996, 310). 국민정부가 대만으로 후퇴할 때쯤에는 본토의 통화 시스템은 혼란에 빠졌다.
1912년에 설립된 중국은행은 공화국 시대에 중국의 통화 및 금융 시스템을 현대화하는 데 중요한 역할을 했다. 처음에는 중앙은행 역할을 했으나, 나중에는 지폐 발행과 외환 관리에 집중했다. 중국은행이 법화와 함께 자체 지폐를 발행한 것은 이 시기 통화 시스템의 이중적 성격을 강조했다.
 경제 현대화에 기여했음에도 불구하고, 1949년 이후 공산당 정부의 중앙 집중식 통화 통제가 강화되면서 은행의 영향력은 약화되었다.

### 1949–2001
마침내 1949년 중국국민당은 은원권 도입을 통해 다시 한번 개혁을 발표하며 중국을 은본위제로 되돌렸다. 은원은 1은원 = 1억 금위안으로 교환되었으며, 중앙 조폐국이 주조한 은화로 보증되었다.
이 통화는 오래가지 못했다. 중국공산당이 곧 중국 대륙의 성들을 장악했기 때문이다. 이 통화는 중국인민은행이 발행한 통화로 대체되었는데, 이는 인플레이션에 덜 취약했다.
중국국민당이 대만으로 후퇴한 후에도 은원은 법률상 중화민국의 법정 회계 통화로 남아 있었지만, 대만은행이 발행한 대만 달러만이 중화민국이 통제하는 지역에서 유통되었다. 1949년 통화 개혁으로 신 대만 달러가 만들어진 후, 법정 환율은 1 은원 = NT$3으로 설정되었다.
2000년에 신 대만 달러를 중화민국의 공식 법정 통화로 만드는 수정안이 통과되었다.

### 대만 달러
대만은행은 원래 1899년 대만이 일본 통치하에 있을 때 일본에 의해 설립되었다. 은행은 일본 엔에 고정된 대만 엔을 발행했다. 대만이 중화민국에 반환된 후, 새로운 대만은행은 자체 통화를 계속 발행할 수 있게 되었다. "대만 달러"라고 불렸으며, 대만 엔과 동등하게 대체되었다. 이는 중국국민당이 본토를 괴롭히던 초인플레이션이 대만에 영향을 미치는 것을 막으려는 시도였다.
그러나 총독 천이의 잘못된 관리로 대만 달러 또한 가치 하락을 겪었다. 1949년에 40,000 대 1의 비율로 신 대만 달러로 대체되었다.

## 일본 점령 화폐
일본 제국 정부는 중국 점령 기간 동안 여러 가지 방법으로 통화를 발행했다.

### 만주국
1931년 중국 동북부를 침공할 당시에는 여러 통화가 유통되고 있었다. 여기에는 지방에서 발행된 지폐, 중국국민당의 법화, 그리고 조선은행과 대만은행이 발행한 엔화 등이 포함되었다.
괴뢰국인 만주국이 수립된 후, 일본은 1932년 7월 1일 장춘(長春)에 만주국 중앙은행을 설립했는데, 당시에는 신경(新京)으로 알려져 있었다. 이 은행은 상업 기능을 제공하면서도 중앙은행으로서 통화 발행자의 역할도 했다. 만주국 위안은 처음에는 1 만주국 위안 = 23.91g 은으로 설정되었지만, 일본이 금본위제를 떠난 후 1935년에는 1:1로 일본 엔에 고정되었다. 이 통화는 제2차 세계 대전이 끝날 때까지 지속되었다. 이 통화는 중앙은행이 발행한 동북 지방 위안으로 대체되었다.

### 내몽골

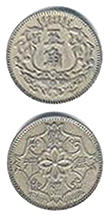
1938년 몽강은행에서 발행한 5자오 동전.

일본 점령 전에는 중국 북부 지방( 수이위안, 차하얼, 산시 포함)의 주요 은행은 차하얼 상업은행이었다. 일본이 침략했을 때, 이 은행은 모든 자본과 미발행 통화를 가지고 해당 지역을 떠났다. 일본 군사 정부는 빠르게 차난 상업은행을 설립하여 지폐 발행 기능을 대체했다.
몽강연합자치정부 괴뢰국이 형성되자 당국은 차난 상업은행과 다른 세 개의 작은 지역 은행을 합병한 몽강은행을 설립했다. 몽강은행은 1937년부터 일본 군표 및 일본 엔과 동등하게 고정된 몽강 위안을 발행했다.

### 괴뢰 정부
일본은 중국 점령 기간 동안 두 개의 협력주의 정권을 수립했다. 북쪽에서는 베이징에 기반을 둔 "중화민국 임시정부"(中華民國臨時政府)가 중국 연합 준비 은행(中國聯合準備銀行, 한어병음: Zhōngguó Liánhé Zhǔnbèi Yínháng)을 설립했다. FRB는 1938년에 중국국민당 법화와 동등하게 지폐를 발행했다. 처음에는 동등했지만, 일본은 1939년에 국민당 통화 사용을 금지하고 FRB 위안에 유리한 자의적인 환율을 설정했다. FRB 위안은 1945년에 5 FRB 위안 = 1 법화의 비율로 중국국민당 법화로 대체되었다.
왕징웨이 정부는 난징에 1938년 협력주의 난징 유신정부(南京維新政府)를 수립했다. 이는 나중에 1940년 난징 국민정부(南京國民政府)로 재편성되었다. 그들은 중앙준비은행(中央儲備銀行, 한어병음: Zhōngyāng Chǔbèi Yínháng)을 설립하여 1941년에 CRB 위안을 발행하기 시작했다. 처음에는 국민당 법화와 동등하게 설정되었지만, 나중에는 자의적으로 일본 군표 0.18엔과 같도록 변경되었다. 1945년에는 200 CRB 위안 = 1 법화의 비율로 국민당 법화로 대체되었다.

### 일본 군표
일본 군표는 일본 점령하의 동아시아 여러 지역에 유통되었다. 처음에는 군인들에게 지급되는 급여로 발행되었다. 의도는 일본 군표를 무제한으로 지급하여 일본 엔으로 환전할 수 없게 함으로써 일본 내에서 인플레이션을 유발하지 않도록 하는 것이었다. 그러나 지역 동아시아 경제에 미치는 파괴적인 영향은 큰 관심사가 아니었다.
이 통화는 1937년부터 중국에서 법정 통화가 되었다. 나중에 괴뢰 은행 발행 화폐로 대체되었다. 그러나 이 통화는 1941년부터 1945년까지 홍콩에서 계속 유효했다. 처음에는 홍콩 달러 2달러 = 일본 군표 1엔으로 설정되었지만, 홍콩 달러가 현지인들에게 더 선호되어 비축되었다. 이를 해결하기 위해 일본 정부는 1943년에 홍콩 달러 소지를 불법화하고 4 대 1의 비율로 일본 군표로 전환하도록 요구했다.

### 일본 항복 이후
중일 전쟁에서 일본이 항복한 직후, 이전 점령 지역에서는 경쟁하는 통화가 유통되었다.(p. 95) 일본은 점령 지역의 통화 시스템을 통합한 적이 없었기 때문에, 왕징웨이 정권, 왕커민 정권, 그리고 만주국 괴뢰국은 모두 별개의 통화 시스템을 가지고 있었다.(pp. 94–95) 국민정부는 이러한 통화를 법화로 대체하려고 시도했다.(p. 96) 왕징웨이 정권의 통화에 대해 국민정부는 정권 통화 200위안을 1법화로 하는 최소 환율을 설정하고 정권 통화가 4개월 이내에 교환되어야 한다고 요구했다.(p. 96) 이러한 저평가는 이전 정권 하에 살았던 중국인들이 법화로 교환하기보다는 상품을 비축하기 위해 서두르면서 인플레이션을 더욱 악화시켰고, 이는 결국 물가 상승을 야기했다.(p. 96) 궁극적으로 비현실적인 환율은 왕징웨이 정권 하에 살았던 사람들을 빈곤하게 만들었고, 해당 지역의 경제 회복을 더욱 어렵게 만들었다.(p. 96) 국민정부는 왕커민 및 만주국 정권 통화에 대해 더 현실적인 환율을 설정했다.(p. 97)

## 중화인민공화국
1949년 중화인민공화국의 건국은 국가의 통화 역사에 전환점을 찍었다. 공산당 정부는 런민비(人民币)를 유일한 법정 통화로 도입하여, 분열된 통화 시스템을 효과적으로 통합했다. 새로 설립된 중국인민은행이 발행하고 규제하는 런민비는 전쟁으로 피폐해진 경제에 절실히 필요했던 안정을 가져왔다.
인민폐 하에 확립된 중앙집권적 통화 시스템은 경제 회복과 발전의 토대를 마련했다. 또한 이는 공산당 정부가 권력을 통합하고 효과적인 재정 정책을 시행하는 능력을 상징하며, 중국의 현대 금융 거버넌스의 길을 열었다.
중국의 통화 시스템은 1970년대 후반까지 큰 발전이 없었다. 이러한 변화는 1978년부터 현재까지 중국이 중앙 통제 계획 경제에서 시장 지향적 경제로 전환하면서 엄청난 변화를 요구했다. 당시 지도자들은 어떤 형태의 자유화와 경쟁이 경제를 훨씬 더 높은 수준으로 끌어올릴 것이라고 생각했다. 그러나 이러한 통합 개혁 과정은 성공적이지 못했지만, 일정 기간 동안 수많은 과정에 영향을 미쳤다. 이 중 하나는 민간 부문이 가격 책정, 자원 대여, 기업 관리에서 점차 더 큰 역할을 하도록 허용되어야 한다는 견해를 포함했다. 다른 사람들은 외국 소유 기업이 민간 기업과 함께 운영될 수 있도록 허용되어야 하며, 외국인 투자가 점진적으로 유치될 수 있다고 믿었다. 이러한 정책들은 시간이 지남에 따라 상업 활동 측면에서 사람들의 관계와 전국적으로 돈이 할당되는 방식을 변화시켰다. 또한 중국이 국제 투자자 및 금융 기관과 교류하는 데 필요한 조건을 제공했다. 이러한 상황에서 중국 정부는 1990년에 상하이 증권거래소를 재화폐화하기로 결정했으며, 1991년 2월에는 선전 증권거래소가 설립되었다. 이러한 증권 시장 운영은 거의 한 세기 동안의 혼란 끝에 국내에 증권 시장을 재도입하는 데 중요한 역할을 했으며, 그때까지의 고립을 종식시켰다. 1990년대 초부터 중국 증권 시장은 개방되기 시작하여 외국 자본과 국제 기업의 유입을 허용했으며, 이는 현지 기업의 성장과 자원 할당 메커니즘의 유익한 발전을 촉진했다.

### 런민비

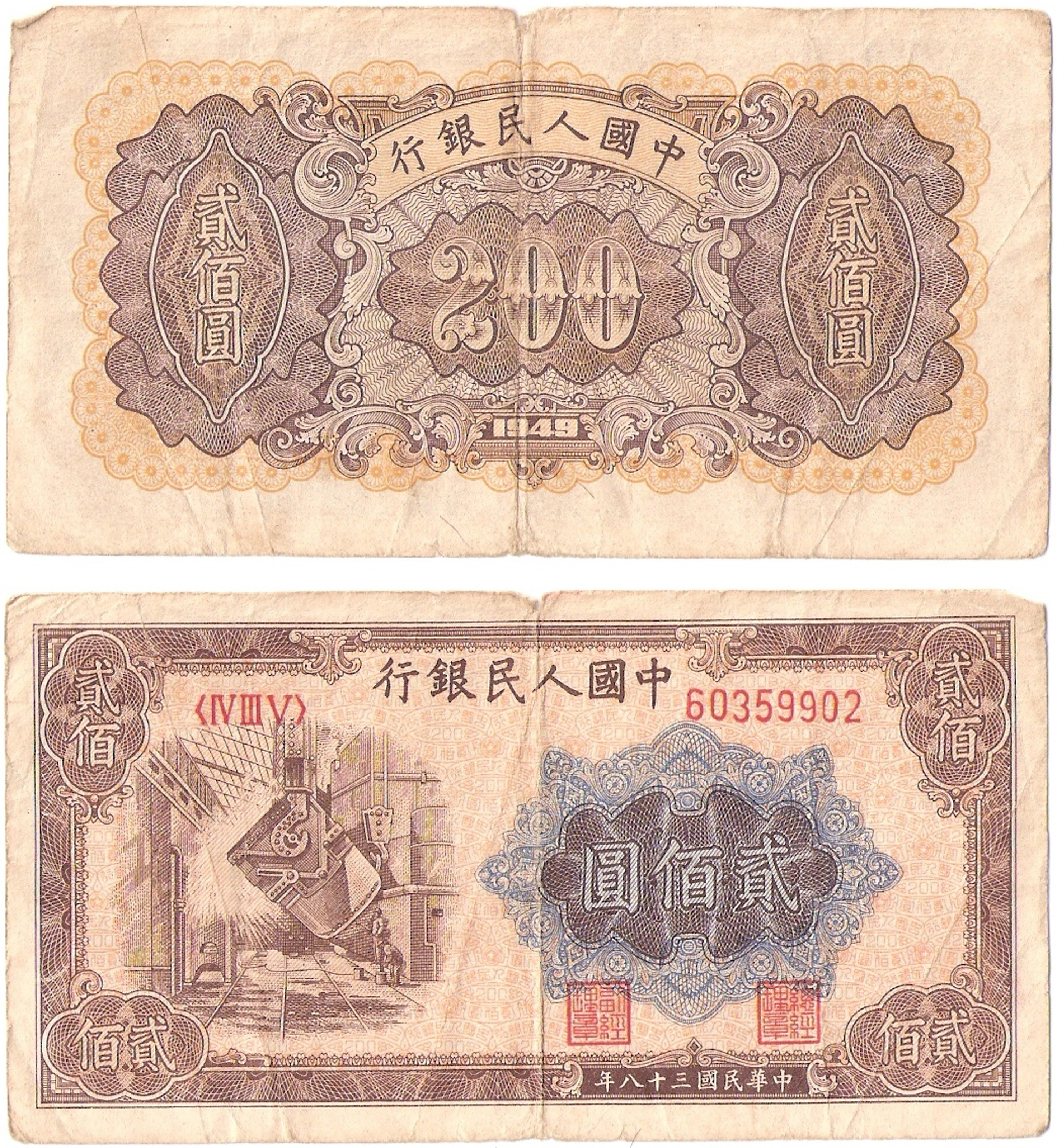
1949년 중국인민은행이 발행한 200런민비 지폐.

중국공산당은 1948년과 1949년 동안 중국 동북부의 넓은 지역을 장악했다. 여러 지역 은행이 설립되었지만, 1948년 12월 중국인민은행으로 통합되었다. 스자좡에 설립된 이 새로운 은행은 공산당이 통제하는 지역의 통화 발행을 담당했다.
중화인민공화국 선포 후, 10만 금위안을 1위안 런민비로 교환할 수 있는 짧은 기간이 있었다.
런민비 지폐는 1, 5, 10, 20, 50, 100, 200, 500, 1000, 5000, 10,000, 50,000위안의 12개 액면으로 발행되었다. 이 액면들은 62가지 스타일로 세분화되었다. 1955년 3월 통화 가치를 1:10,000 비율로 조정한 후, 제2판 런민비는 1푼, 2푼, 5푼, 1자오, 2자오, 5자오, 1위안, 2위안, 3위안, 5위안, 10위안을 포함한 12개 액면으로 발행되었다.
중화인민공화국은 1957년 12월 1, 2, 5푼 단위의 알루미늄 주화를 발행하기 시작했다. 1961년부터 중국은 3, 5, 10위안 지폐 인쇄를 소련에 위탁했다.
중화인민공화국 화폐의 5판이자 최신판은 1999년 10월 1일부터 생산되었다. 지폐는 8개 액면으로 생산되었는데, 기존의 1푼, 2푼, 5푼 외에 마오쩌둥이 그려진 5위안, 10위안, 20위안, 50위안, 100위안이 새로 발행되었다. 2004년에는 마오쩌둥이 그려진 1위안 지폐가 처음으로 생산되기 시작했다. 1999년 이후 주화는 1푼, 2푼, 5푼, 1자오, 5자오, 1위안 단위로 생산되었다.
중국의 증권 시장이 심화되면서 당국은 런민비(RMB)의 국제적 지위에 더 많은 관심을 기울였다. 경제 발전의 인상적인 추진력과 무역 매출의 증가하는 세계화에도 불구하고, 런민비는 통화 제한으로 인해 엄격하게 통제되었고 미 달러나 유로와 같은 강한 통화 그룹에 속하지 않았다. 그러나 정책 입안자들은 세계 경제 시스템에서 중국의 위상을 높이기 위해 중국에 대한 외국의 인식을 바꿔야 한다는 점을 인정했으며, 이는 중국 밖에서 런민비의 사용 및 인정을 늘리는 것을 의미했다. 이러한 정책 전환은 정부와 중국인민은행이 런민비 국제화 과정에 대한 전략적 접근 방식을 채택하게 했다. 수년에 걸쳐 일련의 양자 통화 스왑 협정, 보다 유연한 환율 메커니즘, 개방된 런민비 시장은 국경 간 거래에서 통화 사용을 점차 확대하는 데 기여했다. 이러한 조치만으로는 즉각적인 명성을 가져오지 못했지만, 런민비의 매력을 높이기 위해 고안된 장기 계획에서 중요한 단계였다.
2016년, 국제통화기금(IMF)이 미 달러, 유로, 영국 파운드, 일본 엔과 함께 런민비를 특별인출권(SDR) 통화 바스켓에 포함시키는 중요한 진전이 이루어졌다. 2022년까지 이 바스켓 내에서 런민비의 가중치는 10.92%로 상승하여 국제 통화 시스템에서 통화의 관련성이 증가했음을 나타냈다. 그러나 이러한 포함은 이전 통화의 실제 사용 상태를 변경하지 않았지만 정치적 과정을 크게 지지하는 것이었으며, 중국 위안의 위상을 크게 높였다. 그러나 통화의 국제적 수용이 증가했음에도 모든 우려가 해소된 것은 아니었다. 많은 국제 투자자와 중앙은행은 특히 다른 통화의 환전, 이용 가능한 정보 공개 수준, 중국의 정치적 분위기와 관련하여 우려를 표명했다. 그러나 런민비 국제화의 점진적인 절차는 중국이 선진 경제권과의 교류를 확대하려는 베이징의 의지를 보여주었지만, 이는 베이징의 조건에 따른 것이었다.

### 외화 태환권
중국 본토의 중국은행은 주요 대외 무역 및 외환 은행으로 인가되었다. 중화인민공화국을 방문하는 외국인들은 1979년부터 1994년 사이에 중국은행이 발행한 외화 태환권으로 거래를 해야 했다. 이들은 폐지되었으며, 현재 모든 거래는 런민비로 이루어진다.

### 현금에서 모바일 결제로의 전환
런민비의 전 세계적인 중요성이 증가함에 따라, 또 다른 과정이 중화인민공화국의 내부 금융 시스템을 변화시키기 시작했다. 2000년대 후반부터 인터넷의 확장과 시민들의 스마트폰 보급 추세는 디지털 결제 플랫폼의 개발을 가능하게 했다. 알리페이(Alipay)와 위챗 페이(Wechat Pay)와 같은 회사들은 중국 구매자들이 전통적인 은행 시스템을 건너뛰고 직접 모바일 거래를 할 수 있는 기회를 제공했다. 불과 몇 년 만에 도시에서는 여러 상황에서 현금과 신용카드가 중요성을 잃기 시작했으며, 2020년 기준으로 중국 도시 지역에서는 90% 이상의 경우에서 현금 없는 거래가 보고되었다. 이러한 놀라운 발전은 비즈니스를 단순화했을 뿐만 아니라 공식 은행 시스템에서 덜 중요했던 인구 통계에도 접근성을 높였다. 이러한 결제 시스템의 성공은 정부가 디지털 금융을 새로운 개척지로 인정하는 것을 정당화했으며, 이는 국내 생산성 향상뿐만 아니라 장기적으로는 전 세계적인 규범을 구축하는 데까지 이어질 것이다.
그 후 중앙 정부는 민간 부문 혁신 수준에서 한 단계 더 나아가 중앙은행 디지털 통화를 발행하기 시작했다. 이 통화는 2019년 시범 프로그램에서 처음 등장했다. 이러한 움직임은 급변하는 디지털 결제 환경에서 어느 정도의 주권을 유지하고, 통화 시스템을 강화하기 위해 제정된 정책이 금융 안정성과 광범위한 접근성을 포함한 더 넓은 목표를 달성하도록 보장하는 단계로 여겨졌다. e-CNY의 창조는 국제 통화 관계에 가능한 결과를 초래할 수 있다. 비록 초기에는 e-CNY가 국경 간 결제 및 결제 시스템의 비효율성을 극복할 수 있을지라도. 이는 디지털 통화가 불안정할 수 있는 다수의 파트너십에 일반적으로 의존하는 민간 부문이 아닌 국가의 발행이라는 점에서 독특하다. 중국인민은행에 따르면, e-CNY의 주요 동기는 국내외 소비자 모두를 대상으로 하는 더 신뢰할 수 있고 통제된 디지털 거래 시스템으로 국내 거래를 대체하는 것이었다.
디지털 런민비는 런민비를 국제화하려는 중국의 증가하는 욕구와 함께 갈 것이다. 만약 e-CNY가 국경을 넘어간다면, 국제 통화 시장을 지배하는 소수의 통화에 대한 의존도가 줄어들 것이다. 그러나 의문점도 있다. 다른 정부의 반응, 규제, 국제 금융 시스템이 준비되었는지, 또는 공개적으로 거래할 때 e-CNY를 사용하는 것이 비교 우위가 있는지 여부 등 모든 것이 e-CNY의 세계적인 붐의 시기를 결정할 것이다. 세부 사항은 여전히 제한적이지만, 분석가들은 다른 국가들이 CBDC에 대해 서두르는 방식이 중국에게 몇 가지 국제 디지털 통화 시스템 설정을 위한 기회를 제공한다고 여전히 믿고 있다.
1978년 개혁 이후 중국의 통화 시스템 변화는 급격한 변화라기보다는 신중하게 관리된 일련의 변화로 가장 잘 설명될 수 있다. 먼저 중앙 계획의 점진적인 완화와 증권 시장을 통한 세계 투자 및 소유권으로의 느린 통합이 이루어졌다. 세계 금융에서 런민비의 중요성 증가는 최근 IMF의 특별인출권(SDR) 바스켓에 추가된 측정된 조치에 의해 추진되었다. 한편, 이 기간 내내 국내 디지털 결제 혁명은 일상적인 상업을 거의 현금 없는 경험으로 만들었는데, 이는 세계 최초였다. 최근에는 e-CNY의 등장이 돈의 미래 자체를 형성하려는 중국의 야망을 예고했다. 이것이 마찬가지로 효과적이고 광범위하게 퍼질지는 미지수이지만, 한 가지는 의심할 여지가 없다. 오늘날 중국의 통화 시스템은 불과 수십 년 전보다 기술 사용 측면에서 훨씬 더 국제적으로 연결되어 있고 정교하다. 이러한 혁신이 국제 통화 규범을 얼마나 바꿀지는 아직 알 수 없지만, 이는 다른 미래 발전의 기반을 구축하여 돈이 국경을 넘어 이동하는 방식을 재정의할 가능성이 있다.
2010년 이전에는 현금 이외의 다른 수단으로 소비자가 물건을 구매하는 일은 드물었지만, 2000년대에는 일부 대형 도시 상점과 국제 호텔에서 신용카드를 받기 시작했다.(p. 145) 중국은 신용카드 결제를 뛰어넘어 모바일 결제 분야에서 세계 선두 주자 중 하나가 되었다.(p. 130) 모바일 결제의 초기 및 광범위한 채택은 온라인 쇼핑과 소매 금융의 붐으로 이어졌다.(p. 130)

## 같이 보기
- 중국 은화 판다
- 중국의 경제사
- 명문으로 분류한 중국 엽전 목록

### 인용
1. ↑  Peng, Ke (1995). 《New Research on the Origin of Cowries in Ancient China》 (PDF). 《People's University of China Press》 – SINO-PLATONIC PAPERS 경유.
2. ↑  “David Hartill-CAST CHINESE COINS-Trafford Publishing (2005) | PDF”. 《Scribd》 (영어). 2024년 12월 13일에 확인함.
3. ↑  Xueqin, Li; Wen, Xing (2001). 《New Light on the Early-Han Code: A Reappraisal of the Zhangjiashan Bamboo-slip Legal Texts》. 《Asia Major》 14. 125–146쪽. ISSN 0004-4482. JSTOR 41645571.
4. ↑  Helen, Wang (2004). 《Money on the Silk Road》 (PDF). 《The Evidence from Eastern Central Asia to C. AD 800. London: British Museum Press》 – Pahar 경유.
5. ↑  “河南省人民政府門戶網站 中國最早金屬鑄幣 商代晚期鑄造銅貝”. big5.henan.gov.cn. 2012년 3월 17일에 원본 문서에서 보존된 문서. 2015년 6월 22일에 확인함.
6. ↑  Giedroyc, R. (2006). 《The Everything Coin Collecting Book: All You Need to Start Your Collection And Trade for Profit》. Adams Media. ISBN 9781593375683. 2015년 6월 22일에 확인함.
7. ↑  YK Kwan. “History of China”. 《Chinese Chinese》. 2012년 5월 3일에 원본 문서에서 보존된 문서. 2012년 5월 21일에 확인함.
8. ↑  “Shell Money before Qin Dynasty”. 《Travel China Guide》. 2022년 8월 8일. 2010년 12월 4일에 원본 문서에서 보존된 문서.
9. ↑  “Shang Dynasty – V Economy”. 《MSN Encarta》. 2009년 10월 21일에 원본 문서에서 보존된 문서.
10. ↑  Yang, Lien-sheng. 1950. "Notes on Dr. Swann’s Food and Money in Ancient China." Harvard Journal of Asiatic Studies 13 (3/4): 524–57. https://doi.org/10.2307/2718065
11. 1 2  Lien-Sheng, Yang. 1952. Money and Credit in China, a Short History by Lien-Sheng Yang ... Cambridge: Mass.
12. ↑  miaozc (2015년 8월 20일). “JiaoZi and Iron Standard – Examining world's first documented paper money system from China with lenses of Austrian economics”. 《Rothbardian Gold Price》. 2015년 8월 29일에 원본 문서에서 보존된 문서. 2015년 8월 25일에 확인함.
13. ↑  Polo, Marco, Henri Cordier, Henry Yule, and Amy Frances Yule. 1975. The Book of Ser Marco Polo, the Venetian, Concerning the Kingdoms and Marvels of the East. Amsterdam: Philo Press.
14. 1 2 3 4 5 6 7 8 9 10 11 12 13 14 15 16 17 18 19 20 21 22 23 24 25 26 27 28 29  Coble, Parks M. (2023). 《The Collapse of Nationalist China: How Chiang Kai-shek Lost China's Civil War》. Cambridge New York, NY: 케임브리지 대학교 출판부. ISBN 978-1-009-29761-5.
15. ↑  Yuan, Yu-Jing; Wan, Lei; Xue, Zhao-Jing; Xue, Fu-Shan (2022년 9월 21일). 《Risk Factors of Acute Kidney Injury Following Orthotopic Liver Transplantation》. 《The Turkish Journal of Gastroenterology》 33. 808–810쪽. doi:10.5152/tjg.2022.21662. PMC 9524490. PMID 35946878.
16. ↑  Feuerwerker, Albert (1996). 《The Chinese Economy, 1870–1949》. Ann Arbor, MI: U OF M CENTER FOR CHINESE STUDIES. doi:10.3998/mpub.20014. ISBN 978-0-89264-118-5.
17. ↑  Feuerwerker, Albert (1996). 《The Chinese Economy, 1870–1949》. Ann Arbor, MI: U OF M CENTER FOR CHINESE STUDIES. doi:10.3998/mpub.20014. ISBN 978-0-89264-118-5.
18. ↑  Glahn, Richard von (1996년 12월 31일). 《Fountain of Fortune》. University of California Press. doi:10.1525/9780520917453. ISBN 978-0-520-91745-3.
19. ↑  Bergère, Marie-Claire (2008년 1월 1일). 《Wen-hsin Yeh, Shanghai Splendor: Economic Sentiments and the Making of Modern China, 1843-1949, Berkeley, University of California Press, 2007, 305 pp.》. 《China Perspectives》 2008. 119–120쪽. doi:10.4000/chinaperspectives.3563. ISSN 2070-3449.
20. 1 2 3 4 5  “RMB Internationalization Report 2021”. 《People's Republic of China》. 2021년 12월 28일. 2024년 12월 10일에 확인함.
21. 1 2  Lim, Kean Fan (July 2023). 《On the rationale and implications of China's RMB internationalization: A global historical perspective》. 《Journal of Global History》 (영어) 18. 304–325쪽. doi:10.1017/S1740022823000025. ISSN 1740-0228.
22. 1 2 3  guillermo. “China Is Doubling Down on its Digital Currency - Foreign Policy Research Institute”. 《www.fpri.org》 (미국 영어). 2024년 12월 13일에 확인함.
23. ↑  Brown, Kerry (2023). 《China Incorporated: The Politics of a World Where China is Number One》. London: 블룸즈버리 아카데믹. ISBN 978-1-350-26724-4.
24. 1 2  Šebeňa, Martin (2023). 〈Technological Power〉.   Kironska, Kristina; Turscanyi, Richard Q. 《Contemporary China: a New Superpower?》. 라우틀리지. ISBN 978-1-03-239508-1.